# 岩崎一郎 (脳科学者)
岩崎 一郎（いわさき いちろう）は、日本の脳科学者、医学博士、実業家。
経営哲学を脳科学で解説した日本初の書籍『なぜ稲盛和夫の経営哲学は、人を動かすのか？』などの著書を発表しており、経営やリーダーシップなどの事象を最新脳科学研究で裏付けることの第一人者となった。「脳磨き」「PPM会話法」「Awe体験」「共同体思考」「個分離思考」などの提唱者でもある。脳科学理論に基づいた研修事業を行う会社「国際コミュニケーション・トレーニング株式会社」を設立し、その代表取締役も務めている。

## 経歴
自然科学が好きであったことから、研究者を志した。京都大学卒業、京都大学大学院修士課程修了後、アメリカ留学、ウィスコンシン大学大学院でノーベル生理学・医学賞受賞者ハワード・マーティン・テミン教授に師事、医学博士（Ph.D.）の学位を取得。ワシントン大学（セントルイス）研究員、ワシントン大学（シアトル）研究員、通産省の工業技術院での主任研究官、産業技術総合研究所主任研究員、ノースウェスタン大学医学部脳神経科学研究所准教授などを歴任。日本に帰国した後の2009年7月に脳科学を活用した企業研修を行う「国際コミュニケーション・トレーニング株式会社」を設立、その代表取締役に就任。「科学的に幸せで豊かになれる脳磨き」「天才知性を凌駕する「集合知性」を発揮する組織づくり」などの講演や企業研修を行なった。

## 背景
幼少期に父親から家庭内暴力を受けた影響で、対人恐怖を抱えており、無口・口下手となった。その影響で、通産省時代に大手結婚相談所に登録していた2年間で紹介された全ての女性からお断りを受け、44歳時点までの恋愛経験を有していなかった。渡米中には、無口と口下手を克服するためにシカゴの街頭で3000人に声をかける行為を行っており、声をかけられたことをラッキーなことだと相手が捉えてくれる方法を考えた末に、PPM会話法という脳科学を活用した独自の会話法を確立している。後に、妻のクレアと出会い、結婚し、幸福と心のつながりの関係が大切だと考え始めた。後に、脳の「島皮質」を鍛えることが最終的に人生を幸せで豊かにすると考えて、そのような脳の使い方を「脳磨き」と命名している。後に、脳磨きの実践と「集合知性」を発揮できるようにする過程を企業向けに「脳トレ研修」として教え始めるようになり、200社以上の脳トレ研修を実施しており、全人類が幸せで豊かになり、人類社会の進歩と発展に貢献できるようになると考えている「脳磨き」の考え方を普及させることを人生のミッションとしている。

## 著書

### 単著
- 『科学的に幸せになれる脳磨き』（2020年10月20日、サンマーク出版、ISBN 978-4-7631-3842-2）[23]
- 『なぜ稲盛和夫の経営哲学は、人を動かすのか？ 脳科学でリーダーに必要な力を解き明かす』（2016年3月11日、クロスメディア・パブリッシング、ISBN 9784844374589）[24]
- 『ピンチに強い脳の鍛え方 マイナス思考を断ち切る方法』（2016年2月29日、廣済堂出版）[25]
- 『何をやっても続かないのは、脳がダメな自分を記憶しているからだ』（2013年、クロスメディア・パブリッシング）
- 『誰とでも仲良くなれる人の聞き方・話し方』（2011年、クロスメディア・パブリッシング）

### 監修・翻訳・共著
- 『はたらく女性のコンディショニング事典』（2018年、クロスメディア・パブリッシング）
- 『はたらく人のコンディショニング事典』（2015年、クロスメディア・パブリッシング）
- 『世界中の女性が幸せをつかんだ魔法の恋愛書』（著: スティーブ・ハーベイ、監修・翻訳: 岩崎一郎・岩崎クレア、2010年、中経出版）
- 『出逢いの法則』岩崎一郎・岩崎クレア共著（2009年、中経出版）

## テレビ出演
- 『Nスタ』（TBS、2020年10月20日）[26]
- 『偉人たちの健康診断』（NHK BS、2018年5月9日）[27]
- 『キングコングのあるコトないコト』（名古屋テレビ、2012年8月21日）

## ラジオ出演
- 『SONAR MUSIC』 （J-WAVE 81.3FM、2021年5月31日）
- 『CH2020』 （FM新潟、2020年12月10日）
- 『モーニングストリート』 （FM山口、2011年3月11日）
- 『モーニングストリート』 （FM山口、2010年11月19日）